# Dettwiller
Dettwiller je občina v departmaju Bas-Rhin francoske regije Alzacija.
Leta 1990 je v občini živelo 2 544 oseb oz. 236 oseb/km².